# Cardamine geraniifolia
Cardamine geraniifolia är en korsblommig växtart som först beskrevs av Jean Louis Marie Poiret, och fick sitt nu gällande namn av Dc. Cardamine geraniifolia ingår i släktet bräsmor, och familjen korsblommiga växter. Inga underarter finns listade i Catalogue of Life.